# Distretto di Oyotún
Il distretto di Oyotún è uno dei venti distretti della provincia di Chiclayo, in Perù. Si trova nella regione di Lambayeque e si estende su una superficie di 455,4 chilometri quadrati.

Istituito il 23 novembre 1925, ha per capitale la città di Oyotún; nel censimento 2005 contava 10.302 abitanti.